# Juliette Binoche
Juliette Binoche (phát âm tiếng Pháp: [ʒyljɛt binɔʃ], sinh ngày 9 tháng 3 năm 1964), người Pháp gốc Ba Lan, là một nữ diễn viên, nghệ sĩ và vũ công Pháp. Cô đã xuất hiện trong hơn 40 bộ phim, được người nhận của rất nhiều giải thưởng quốc tế. Các bộ phim nổi tiếng nhất của cô: phim The Unbearable Lightness of Being (1988), Les Amants du Pont-Neuf (1991), Three Colors: Blue (1993 - cô đoạt giải thưởng nữ diễn viên xuất sắc nhất Liên hoan phim Venice và 1 giải César), The English Patient (1996 - cô đã được trao một giải Oscar và giải BAFTA cho nữ diễn viên phụ xuất sắc nhất, giải thưởng nữ diễn viên xuất sắc nhất tại Liên hoan phim Berlin năm 1997), phim Chocolat (2000), Certified Copy (2010).

## Các phim đã đóng và giải thưởng

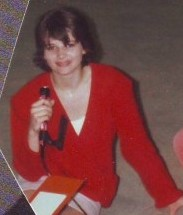
Juliette Binoche năm 1985.

| Năm  | Tên phim                           | Vai diễn                             | Ghi chú |
| ---- | ---------------------------------- | ------------------------------------ | --- |
| 1983 | Dorothée, danseuse de corde        | minor role                           | Television film Also known as Dorothy the Rope Dancer |
| 1983 | Liberty belle                      | Girl at the rally                    | |
| 1985 | Le Meilleur de la vie              | A friend of Veronique                | Tên khác là A Better Life |
| 1985 | Rendez-vous                        | Nina/Anne Larrieux                   | Nominated - César Award for Best Actress |
| 1985 | Adieu Blaireau                     | Brigitte                             | Tên khác là Farewell to Fred |
| 1985 | Family Life                        | Natacha                              | Tên khác là La Vie de famille |
| 1985 | Les Nanas                          | Antoinette                           | Tên khác là The Girls |
| 1985 | Hail Mary                          | Juliette                             | Tên khác là Je Vous salue, Marie |
| 1985 | Fort bloqué                        | Nicole                               | Television film |
| 1986 | Mauvais Sang                       | Anna                                 | Nominated - César Award for Best Actress Also known as Bad Blood and The Night is Young |
| 1986 | My Brother-in-law Killed My Sister | Esther Bouloire                      | Tên khác là Mon Beau-frère a tué ma soeur |
| 1988 | The Unbearable Lightness of Being  | Tereza                               | |
| 1989 | Un tour de manège                  | Elsa                                 | Tên khác là Once Around the Park |
| 1991 | Les Amants du Pont-Neuf            | Michèle Stalens                      | Tên khác là The Lovers on the Bridge European Film Award for Best Actress Nominated - César Award for Best Actress |
| 1991 | Women & Men 2                      | Mara                                 | Television film Segment "Henry Miller's Mara" |
| 1992 | Damage                             | Anna Barton                          | Nominated - César Award for Best Actress |
| 1992 | Emily Brontë's Wuthering Heights   | Cathy Linton / Catherine Earnshaw    | |
| 1993 | Three Colors: Blue                 | Julie Vignon (de Courcy)             | César Award for Best Actress Venice Film Festival for Best Actress Nominated - Golden Globe Award for Best Actress - Motion Picture Drama Also known as Trois couleurs bleu |
| 1995 | The Horseman on the Roof           | Pauline de Théus                     | Nominated – César Award for Best Actress. Also known as Le Hussard sur le toit |
| 1996 | The English Patient                | Hana                                 | Academy Award for Best Supporting Actress BAFTA Award for Best Actress in a Supporting Role Chlotrudis Award for Best Supporting Actress Silver Bear for Best Actress Nominated - Golden Globe Award for Best Supporting Actress – Motion Picture Nominated - Screen Actors Guild Award for Outstanding Performance by a Female Actor in a Supporting Role                                                                          |
| 1996 | A Couch in New York                | Beatrice Saulnier                    | Tên khác là Un Divan à New York |
| 1998 | Alice et Martin                    | Alice                                | Tên khác là Alice and Martin |
| 1999 | Children of the Century            | George Sand/Baroness Aurore Dudevant | Tên khác là Les Enfants du siècle |
| 2000 | Chocolat                           | Vianne Rocher                        | European Film Award for Best Actress Nominated - Academy Award for Best Actress Nominated - BAFTA Award for Best Actress in a Leading Role Nominated - Screen Actors Guild Award for Outstanding Performance by a Female Actor in a Leading Role Nominated - Screen Actors Guild Award for Outstanding Performance by a Cast in a Motion Picture Nominated - Golden Globe Award for Best Actress – Motion Picture Musical or Comedy |
| 2000 | Code Unknown                       | Anne Laurent                         | Tên khác là Code inconnu |
| 2000 | The Widow of Saint-Pierre          | Pauline (Madame La)                  | Nominated - César Award for Best Actress Also known as La Veuve de Saint-Pierre |
| 2002 | Jet Lag                            | Rose                                 | Nominated - César Award for Best Actress Also known as Décalage horaire |
| 2004 | In My Country                      | Anna Malan                           | Tên khác là Country of My Skull |
| 2005 | Mary                               | Marie Palesi / Mary Magdalene        | |
| 2005 | Bee Season                         | Miriam                               | |
| 2005 | Caché                              | Anne Laurent                         | Nominated - European Film Award for Best Actress Also known as Hidden |
| 2006 | Breaking and Entering              | Amira                                | |
| 2006 | A Few Days in September            | Irène Montano                        | Tên khác là Quelques jours en septembre |
| 2006 | Paris, je t'aime                   | Suzanne                              | Segment "Place des Victoires" |
| 2007 | Dan in Real Life                   | Marie                                | |
| 2007 | Disengagement                      | Ana                                  | |
| 2007 | Flight of the Red Balloon          | Suzanne                              | Tên khác là Le Voyage du ballon Rouge |
| 2008 | Paris                              | Elise                                | |
| 2008 | Summer Hours                       | Adrienne                             | Tên khác là L'Heure d'été |
| 2008 | Shirin                             | Người phụ nữ khán giả                | |
| 2010 | Certified Copy                     | Elle                                 | Cannes Film Festival Award for Best Actress Also known as Copie Conforme |
| 2011 | The Son of No One                  | Lauren                               | |
| 2011 | Elles                              | Anne                                 | Tên khác là Sponsoring |
| 2012 | Cosmopolis                         | Didi Fancher                         | |
| 2012 | The Life of Another                | Marie                                | Post Production Also known as La Vie d'une autre |
| 2012 | An Open Heart                      | Mila                                 | Production Also known as Un Singe sur l'Epaule |
| 2012 | La Créatrice                       | Camille Claudel                      | Pre Production |
| 2013 | A Stormy Summer Night              | Maria                                | Pre Production Also known as Orage d'Une Nuit d'Été |